# Richard Henshall
Richard Henshall (Londra, 9 agosto 1984) è un chitarrista, tastierista e cantante britannico, fondatore del gruppo musicale progressive metal Haken.

## Biografia
Nato a Londra, Henshall si è approcciato alla musica all'età di sette anni, iniziando con il pianoforte. Tra gli 11 e i 12 anni ha imparato a suonare la chitarra e la batteria come autodidatta, oltre ad aver effettuato corsi con il clarinetto.
Nel 2007 ha fondato gli Haken insieme al cantante Ross Jennings e al chitarrista Matthew Marshall, suonando chitarra e tastiera, oltre ad essere il principale compositore dei primi due album Aquarius e Visions. Con il terzo album The Mountain, Henshall ha ricoperto per la prima volta anche il ruolo di paroliere, scrivendo il testo della terza traccia Cockroach King.
Nel 2011 è tra i fondatori degli Opinaut, gruppo rock elettronico/drum and bass, incidendo l'EP Oxygen due anni più tardi. Nell'autunno 2014 ha formato insieme a Dan Briggs dei Between the Buried and Me il supergruppo Nova Collective, il quale ha pubblicato l'album di debutto The Further Side nel marzo 2017.
Il 3 maggio 2019 Henshall ha annunciato il proprio album di debutto da solista, intitolato The Cocoon e realizzato con la partecipazione di vari artisti, come Jordan Rudess dei Dream Theater, Marco Sfogli della Premiata Forneria Marconi e Ross Jennings e Conner Green degli Haken. Uscito il 9 agosto, l'album ha segnato il debutto dell'artista come cantante ed è stato anticipato dai singoli Twisted Shadows e Limbo.

## Influenze musicali
Henshall ha citato come principale ispirazione il compositore armeno Tigran Hamasyan per la sua abilità nell'unire elementi jazz con la poliritmia tipica di gruppi heavy metal come i Meshuggah.
Altri artisti che hanno influito sul suo stile di composizione sono Dream Theater, Fear Factory, Gentle Giant, King Crimson i sopracitati Meshuggah, i Radiohead e i Soulfly.

## Discografia

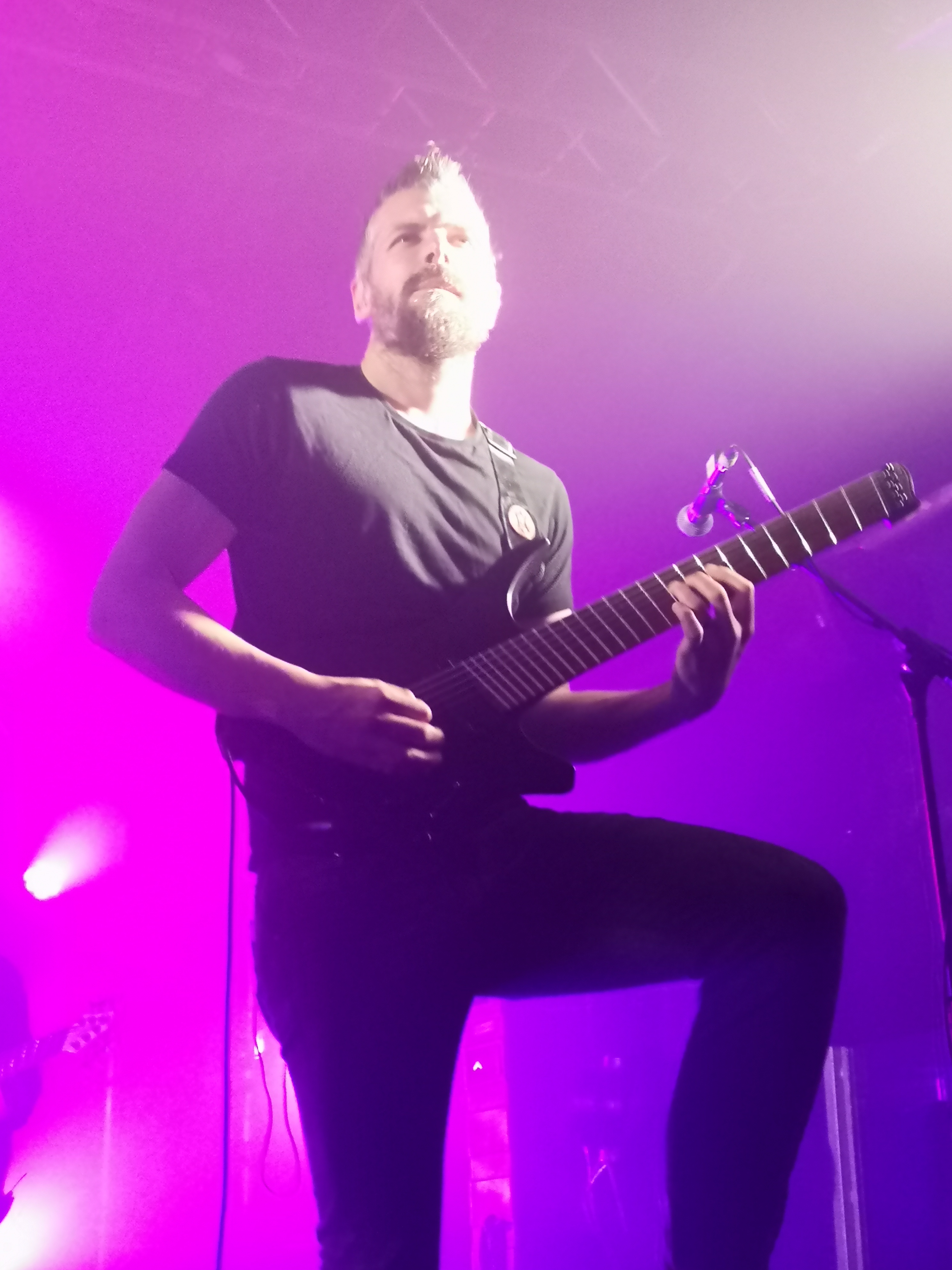
Richard Henshall in concerto con gli Haken a Milano nel 2019

### Da solista
- 2019 – The Cocoon

### Con i To-Mera
- 2009 – Earthbound (EP)
- 2012 – Exile

### Con gli Haken
- 2010 – Aquarius
- 2011 – Visions
- 2013 – The Mountain
- 2016 – Affinity
- 2018 – Vector
- 2020 – Virus
- 2023 – Fauna

### Con gli Opinaut
- 2013 – Oxygen (EP)

### Con i Nova Collective
- 2017 – The Further Side

### Collaborazioni
- 2015 – David Maxim Micic – Eco
- 2017 – Organized Chaos – Divulgence (chitarra in Broken Divine)
- 2018 – Art Against Agony – Shiva Appreciation Society (assolo in Nandi)
- 2019 – Avandra – Descender (secondo assolo in The Narrowing of Meaning)
- 2019 – Lunar – Eidolon (chitarra in Comfort)
- 2020 – RO1 – Eighteen (assolo in Badassery)
- 2020 – Meadows – Modern Emotions (chitarra in The Brave)
- 2021 – Filippo Rosati – Spark (assolo in The Migration)
- 2022 – Ross Jennings – Acoustic Shadows (chitarra elettrica in Canary Yellow)
- 2023 – Sad Serenity – The Grand Enigma (assolo in Second Awakening)
- 2023 – Degrees of Truth – Alchemists (assolo in Bound to Rise)
- 2024 – Martin Gonzalez – Suspiro (assolo in Purpose)
- 2024 – Quantum – Down the Mountainside (assolo in The Hivemind & the Cockroach)